# França nos Jogos Olímpicos de Verão de 1960
A França participou dos Jogos Olímpicos de Verão de 1960 em Roma, na Itália. Pela segunda vez na história, o país não conquistou uma medalha de ouro.